# Amphiceratodon capensis
Amphiceratodon capensis är en skalbaggsart som beskrevs av Hope och John Obadiah Westwood 1845. Amphiceratodon capensis ingår i släktet Amphiceratodon och familjen bladhorningar. Inga underarter finns listade i Catalogue of Life.